# Боргзум
Боргзум (нім. Borgsum) — громада в Німеччині, розташована в землі Шлезвіг-Гольштейн. Входить до складу району Північна Фризія. Складова частина об'єднання громад Фер-Амрум.  Займає частину території острова Фер. 
Площа — 5,51 км2. Населення становить 331 ос. (станом на 31 грудня 2020).

## Галерея

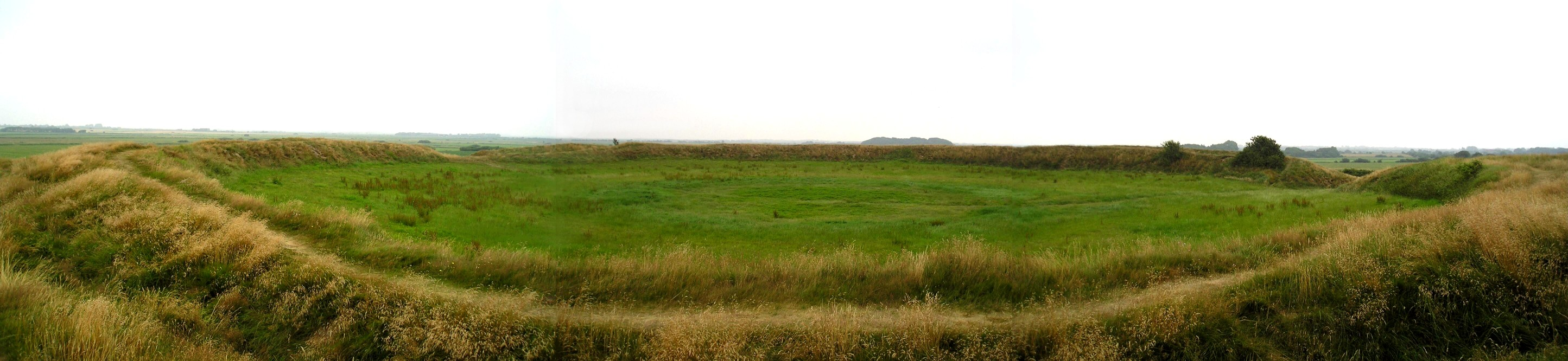